# Distretto di Chiang Muan
Il distretto di Chiang Muan (in thailandese: เชียงม่วน) è un distretto (amphoe) della Thailandia, situato nella provincia di Phayao.